# Ladinger Spitz
Der Ladinger Spitz ist mit 2079 m ü. A. die höchste Erhebung der aus Gneis und Glimmerschiefer bestehenden Saualpe.
Er liegt an der Gemeindegrenze zwischen Wolfsberg und Klein Sankt Paul. Vom Gipfel aus hat man eine Aussicht übers Lavanttal, über die Karawanken und weite Teile Kärntens. Bei besonders schöner Fernsicht reicht die Sicht bis zum Großglockner.

## Umgebung
Etwa eineinhalb Kilometer südlich des Gipfels, auf einer Höhe von 1827 Meter befindet sich die Wolfsberger Hütte des Österreichischen Alpenvereins und südöstlich, rund zwei Kilometer entfernt, die Offnerhütte auf einer Höhe von 1668 Meter.
In der Nähe des Gipfels befinden sich zwei kleine runde Wasserflächen, die in der Umgebung als Meeraugen bekannt sind. Innerhalb von rund 30 Minuten sind noch drei weitere Gipfel zu erreichen: der Kaiserofen, der Sandkogel und der Gertrusk.

## Aufstieg
Der Gipfel ist in einer einfachen Wanderung in 2–3 Stunden von der Offnerhütte zu erreichen. Westseitig etwa 80 Meter unterhalb des Gipfels führen der Lavanttaler Höhenweg und der Eisenwurzenweg 08 in Nordsüdrichtung vorbei, jedoch kann der Gipfel sowohl süd- als auch nordseitig über den Weg 08A bestiegen werden.